# Manuel Neri Fernández
Manuel Neri es un entrenador y jugador mexicano de fútbol americano universitario que destaca por ser uno de los más exitosos en ambos rubros en la historia de la Liga Mayor, pues obtuvo un total de 7 campeonatos, en dos ocasiones como jugador y en cinco como entrenador. Es miembro del Salón de la Fama del Fútbol Americano en México y su nombre aparece en la placa de la sección mexicana del Salón de la Fama del Fútbol Americano Profesional de EUA, en Canton, Ohio. Para evitar confusiones, cabe mencionar que Manuel Neri, a pesar de su gran trayectoria no es miembro del Salón de la Fama del Fútbol Americano Profesional dado que toda su carrera se llevó a cabo en México.
Neri inició su carrera como jugador de la Liga Mayor en 1953, con el equipo de Pumas CU de la Universidad Nacional Autónoma de México. Con destacadas participaciones como Wide receiver y en ocasiones como Linebacker, logró con su escuadra los campeonatos nacionales de 1956 y 57. Ese último año fue sin lugar a dudas el de su consagración como jugador, ya que fue elegido Capitán del equipo, y al terminar la temporada fue designado Jugador del Año y miembro de la selección nacional mexicana.
A partir de 1958 formó parte del personal de coucheo de varios equipos, y en 1965 a sustituyó como entrenador en jefe de los Pumas CU al legendario Roberto "Tapatío" Méndez, reconocido desde entonces como la máxima gloria del coacheo de México. En 1966 y 1967, obtuvo los campeonatos nacionales para la UNAM. No obstante, para el año siguiente la Liga Mayor se suspendió debido al Movimiento estudiantil en México de 1968, y en 1969 los Pumas dejaron de participar en la competencia, dando fin prematuro a uno de los mejores entrenadores que ha tenido la escuadra tradicional de la UNAM.
En 1970 Neri fue contratado para dirigir a los Cóndores, con quienes logró el campeonato nacional ese mismo año, pero para 1976 renunció al no obtener ningún campeonato más. De inmediato, la Universidad Autónoma Metropolitana, lo contrató para dirigir a las Panteras Negras en la conferencia de ascenso. Con este equipo, Neri conquistó los campeonatos de 1985 y 1994 de la Conferencia Nacional. En 2003 Manuel Neri se retiró como entrenador de fútbol americano.